# Xavier Grall chanté par Dan Ar Braz
Albums de Dan Ar Braz
Borders of salt : Frontières de sel
(1991) Les îles de la mémoire
(1992)
Xavier Grall chanté par Dan Ar Braz est le neuvième studio album de Dan Ar Braz, paru en 1992 par Keltia Musique. 
Consacré aux textes de Xavier Grall, tirés du recueil La Sône des Pluies et des Tombes, l'album comporte des titres enregistrés sur son deuxième album Allez dire à la ville et trois inédits.

## Conception
« C'est en 1977 que j'ai découvert la poésie de Xavier. Ce fut un réel choc et les musiques sont venues tout de suite tant l'urgence de les chanter me hantait. Ces "chansons" se sont donc retrouvées sur mon deuxième album Allez Dire à la Ville et d'autres un peu plus tard sur l'album Acoustic. J'ai toujours rêvé de pouvoir toutes les réunir avec quelques inédits sur un même album. Voilà qui est fait. »
— Dan Ar Braz
L'album est enregistré entre novembre 1991 et mars 1992 au studio Woodworm à Barford St Michael en Angleterre. Il avait promis au poète breton Xavier Grall de faire cet album qui lui est dédié.

## Caractéristiques artistiques
Dan Ar Braz réadapte des chansons qu'il avait précédemment enregistré en studio avec les textes de Xavier Grall. L'ensemble de l'album est très folk et intimiste. La domination de la guitare acoustique permet de redécouvrir les morceaux. Les trois inédits sont Nostalgie, un poème de Grall non pas chanté mais récité, décrivant l'angoisse de la rentrée scolaire pour les écoliers, Le Thème Pour Xavier, qui fait office d'introduction, repris dans le final Solo avec un texte inédit.

## Fiche technique

### Liste des titres
| No  | Titre                          | Durée |
| --- | ------------------------------ | ----- |
| 1.  | Le thème pour Xavier (Inédit)  | 3:14  |
| 2.  | Allez dire à la ville          | 3:05  |
| 3.  | Les marins                     | 3:24  |
| 4.  | Les déments                    | 3:48  |
| 5.  | Amour Kerne                    | 4:46  |
| 6.  | Les saisons                    | 3:31  |
| 7.  | Toi, fils de rois              | 5:24  |
| 8.  | Nostalgie (Inédit)             | 5:08  |
| 9.  | La plaine de Yann Vari Pierrot | 4:44  |
| 10. | Solo (Inédit)                  | 5:02  |

### Crédits
- Textes de Xavier Grall, tirés du recueil La Sône des Pluies et des Tombes, musiques de Dan Ar Braz.

#### Musiciens
- Dan Ar Braz : voix, guitares
- Maartin Allcock : claviers, basse

#### Techniciens
- Enregistrement : Barford St Michael, Studio Woodworm, 1991